# Liane Buhr
Liane Buhr   (Pritzwalk, 11 de març de 1956), de soltera Weigelt, és una remadora alemanya, ja retirada, que va competir sota bandera de la República Democràtica Alemanya durant la dècada de 1970.
El 1976 va prendre part en els Jocs Olímpics d'Estiu de Mont-real, on va guanyar la medalla d'or en la prova del quàdruple scull del programa de rem. Formà equip amb Anke Borchmann, Viola Poley, Roswietha Zobelt i Jutta Lau. Quatre anys més tard, als Jocs de Moscou, revalidà la medalla d'or en la mateixa prova. En aquesta ocasió formà equip amb Sybille Reinhardt, Jutta Ploch, Roswietha Zobelt i Jutta Lau.
En el seu palmarès també destaquen tres medalles d'or al Campionat del món de rem, el 1974, 1975 i 1979. A nivell nacional va guanyar el títol del quàdruple scull de 1975 i 1979.
Estudià medicina i exercí de metge de capçalera a Fichtenwalde, una barriada de Beelitz, Brandenburg.